# Маријан Бенеш
Маријан Бенеш (Београд, 11. јун 1951 — Бања Лука, 4. септембар 2018) био је југословенски боксер из Бање Луке. Сматра се за једног од најбољих југословенских боксера свих времена. После бриљантне аматерске каријере и освојене златне медаље на првенству Европе у боксу 1973. године одржаном у Београду, прешао је у професионалце и освојио титулу европског првака у верзији Европске боксерске уније (ЕБУ) у лакој велтер категорији 1979. године. Бенеш се повукао из бокса 1983. године после тешке повреде ока.

## Биографија
Маријан Бенеш је рођен у Београду. Родитељи Јосип и Марија су били наставници. Био је чешког порекла. Под очевим утицајем, наставником музике, Маријан је научио да свира клавир и виолину, тако да је за будућег боксера добио мало необично образовање. Маријан је имао три брата и сестру Љиљану. Своје детињство Маријан је провео у Тузли, где је тренирао у боксерском клубу „Слобода”. Животни пут му је кренуо боксерским, тада за њега неочекиваним стазама када је као десетогодишњак ушао у ринг и победио супарника који је имао осамнаест година. Са шеснаест година Маријан потписује за Славију, боксерски клуб из Бање Луке, где и остаје током читаве своје аматерске каријере.

### Каријера
Током своје аматерске каријере, Бенеш је освојио девет наслова првака Босне и Херцеговине, четири наслова првака Југославије и небројен број ревијалних титула.
На Европском аматерском првенству у боксу одржаном 1973. године у Београду освојио је титулу шампиона Европе у лако-велтер категорији. Те године је проглашен за спортисту године у избору листа дневног спортског листа „Спорт“. Убрзо после овог успеха Бенеш се разболео од хепатитиса, међутим за њега то није значио крај каријере. Изузетно тврдоглав и привржен боксу, одлучио се за наставак своје боксерске каријере. Учествовао је на Олимпијским играма 1976. у Монтреалу, Канада али је испао после друге рунде такмичења.
У професионалце је прешао 1977. године и веома брзо стигао у сам врх европског професионалног бокса. У свом граду Бањој Луци је 17. марта 1979. године освојио титулу професионалног Европског шампиона у ЕБУ верзији, нокаутиравши свог противника, боксера из Француске, Жиберта Коена., у четвртој рунди. Титулу професионалног првака је успешно одбранио четири пута и на крају ју је изгубио на поене 1980. године од ВБА шампиона Ајуб Калуле у мечу који је одржан у Данској.
Тешка повреда ока је успела оно што жутица није могла, окончала је Бенешову боксерску каријеру. Не зна се тачно из ког меча је ова повреда произашла, по некима 1983. године у мечу против Луиса Минчила, по другима Бенеш је ову повреду вукао још од 1979. године, од борбе против Сандија Тореса у Зеници. Током своје каријере, Бенеш је имао небројено пуно повреда неке од њих за које се зна су двадесет шест пута сломљене кости на различитим местима. Повреде гласних жица које су узроковале да његов говор постане тих и спор.
Бенеш је имао укупно 39 професионалних мечева, од којих је 32 победио (21 меч нокаутом) а шест је изгубио (три нокаутом) и један меч је боксовао нерешено. Укупно је одбоксовао 233 професионалне рунде.
Бенеш се повукао из бокса 1983. године и боксовао је још два егзибициона меча током деведесетих година прошлог века. Живео је у Бањој Луци, гдје га је већином издржавала његова сестра Љиљана. Издао је књигу о спорту "Друга страна медаље". Упркос здравој дијети и редовним физичким активностима, дуга каријера боксера поодмаклих година је имала учинка на његово здравље.
Бенеш је преминуо 4. септембра 2018. године у Бања Луци након дуге и тешке болести.